# Hôtel de Baudon de Mauny
Pour les articles homonymes, voir Mauny (homonymie).
L’hôtel de Baudon de Mauny est un hôtel particulier situé à Montpellier, dans le département de l'Hérault.

## Histoire
L'hôtel est construit en 1777 pour Guillaume Charles Baudon de Mauny, administrateur des domaines de la Couronne et directeur des domaines du roi à Montpellier.
Ce bâtiment fait l’objet d’une inscription au titre des monuments historiques depuis le 10 janvier 1964.
De nos jours, il est possible d'y séjourner, le lieu étant transformé en Boutique-Hôtel depuis 2008.